# NGC 6787
NGC 6787 ist eine Balken-Spiralgalaxie vom Hubble-Typ SBb im Sternbild Drache am Nordsternhimmel. Sie ist schätzungsweise 536 Millionen Lichtjahre von der Milchstraße entfernt.
Das Objekt wurde am 10. September 1885 von dem Astronomen Lewis Swift entdeckt und später von Johan Dreyer in seinen New General Catalogue aufgenommen.